# Gerlach Flicke

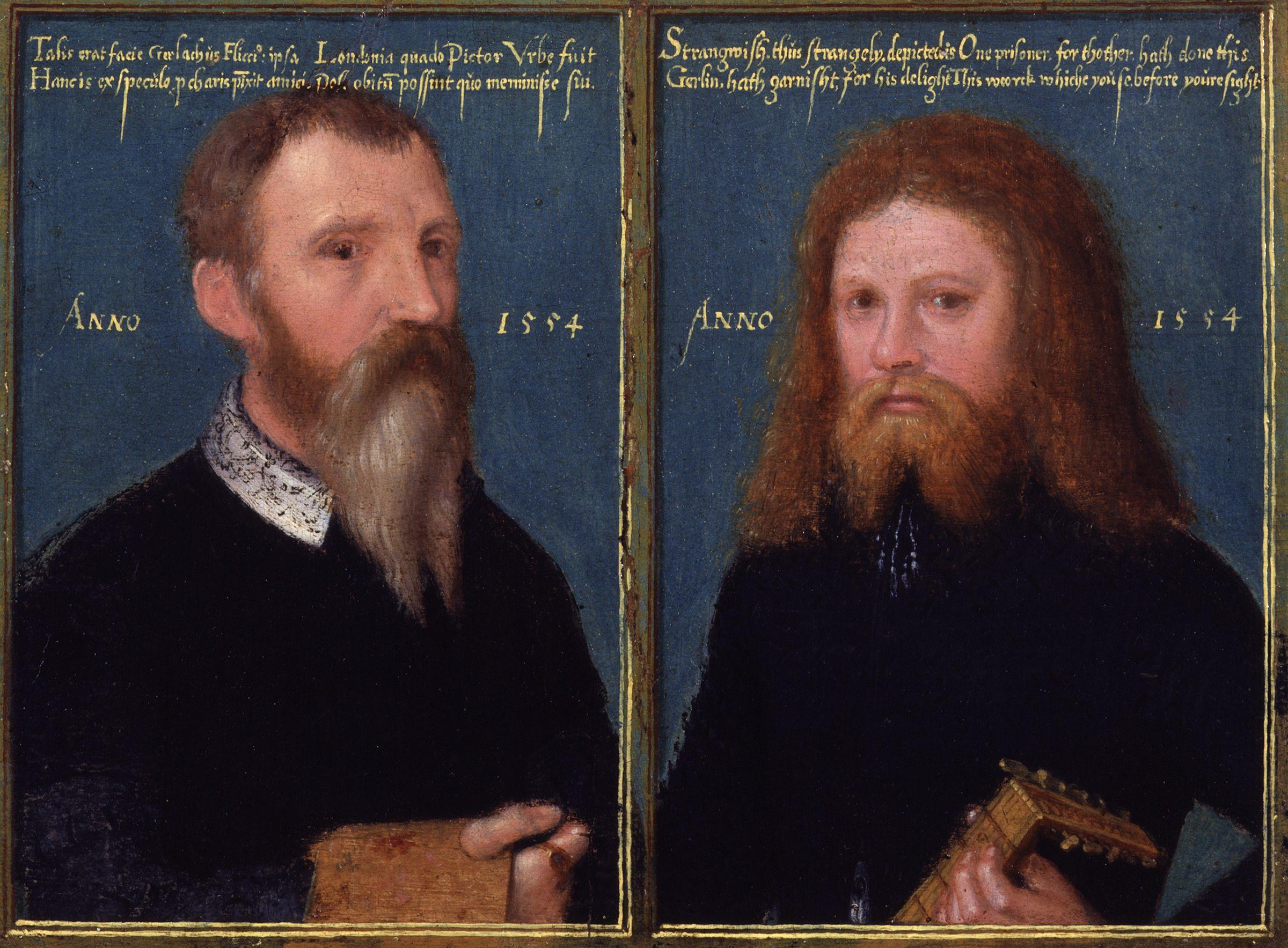
Selbstporträt des Malers (links) zusammen mit dem Seeräuber Henry Strangwish aus dem Jahr 1554. Die lateinische Inschrift unter dem Porträt Flickes lautet:
Talis erat facie Gerlachus Flicci: ipsa Londonia quado Pictor fuit Hanc is ex Speculo p charis pixit amici Post obita possint quo meminisse sui

Gerlach Flicke, auch Garlick oder Garlicke Flicke (* in Osnabrück; † Januar/Februar 1558 in London) war ein deutscher Maler der Tudorzeit. Er hatte seine Schaffenszeit in der Generation nach Hans Holbein des Jüngeren und war wie dieser in England tätig.

## Leben und Werk
Über das Leben Gerlach Flickes ist nur wenig bekannt. Aus der Tatsache, dass er sich auf zwei signierten Porträts als Deutschen bezeichnete und dass er in seinem Testament einem Hausangestellten seinen Besitz in Osnabrück vermachte, wird allgemein geschlossen, dass er aus dieser Stadt stammte. Sein Geburtsdatum ist jedoch nicht überliefert. Seit 1545/46 ist sein Wirken als Porträtmaler in England belegt. Im Jahr 1554 ist ein Aufenthalt im Gefängnis (vermutlich im Tower of London) dokumentiert, wo auch sein Selbstporträt (als Diptychon zusammen mit dem ebenfalls einsitzenden Seeräuber Henry Strangwish) entstand. Dieses Gemälde gilt als erstes Ölgemälde-Selbstporträt in England. Der Grund für Flickes Gefängnisaufenthalt und die Dauer desselben sind nicht bekannt. Möglicherweise war er ein Opfer der Protestantenverfolgungen unter Königin Maria I. Das bekannteste Gemälde Flickes ist sicher das Porträt von Thomas Cranmer, des Erzbischofs von Canterbury aus dem Jahr 1545. Die Tatsache, dass Flicke einen so prominenten Kleriker porträtieren durfte, legt nahe, dass er als Künstler sehr angesehen war. Ein weiteres, im Jahr 1547 signiertes Porträtgemälde zeigt einen unbekannten Edelmann. Mindestens drei weitere Porträts wurden von Flicke gemalt, das der Königin Maria I. (heute in der Durham Cathedral Library), eines von Thomas Howard, des 3. Herzogs von Norfolk und das Porträt von Thomas, des ersten Lord Darcy of Chiche (zuletzt dokumentiert im Jahr 1848 in Irnham Hall in Lincolnshire, seit 1854 verschollen).
Die wenigen erhaltenen Bilder von Flicke zeigen ein hohes künstlerisches Niveau, das dem von Hans Holbein dem Jüngeren vergleichbar ist. Sein Testament datiert vom 24. Januar 1558.

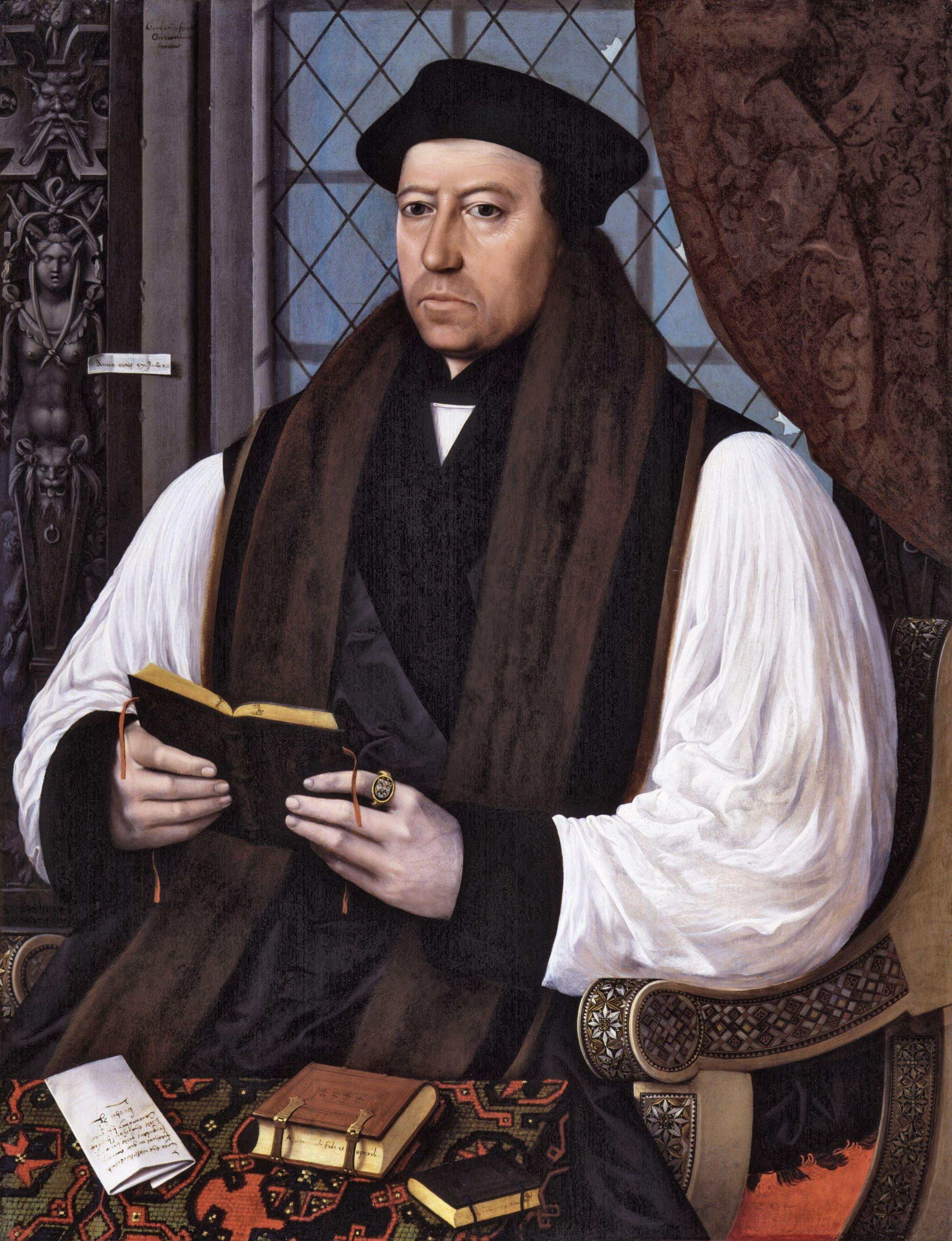
Porträt des Thomas Cranmer, Erzbischof von Canterbury (1545), heute National Portrait Gallery, London
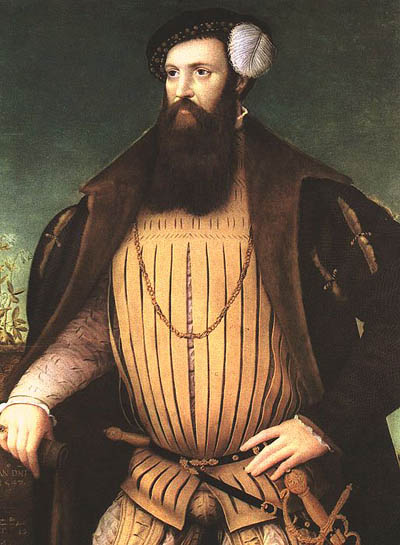
Porträt eines unbekannten Edelmanns, möglicherweise des 13. Lord Grey of Wilton (ca. 1547), heute Scottish National Gallery, Edinburgh